# Kwok Pui-lan
Kwok Pui-lan (chinois traditionnel : 郭佩蘭), née en 1952, est une théologienne féministe née à Hong Kong, connue pour ses travaux sur la théologie féministe asiatique et la théologie postcoloniale.

## Biographie
Kwok est née à Hong Kong, de parents chinois qui pratiquaient la religion traditionnelle chinoise. Elle s'est convertie au christianisme anglican quand elle était adolescente.
Elle a étudié la théologie à l'université chinoise de Hong Kong puis à la Southeast Asia Graduate School of Theology, avant d'obtenir son doctorat en théologie en 1989 à la Harvard Divinity School, avec une thèse intitulée Chinese Women and Christianity, (Les femmes chinoises et le christianisme). Elle est l'auteure d'une vingtaine de livres, y compris Postcolonial Imagination and Feminist Theology (2005). Elle est spécialisée en théologie féministe, théologie postcoloniale et herméneutique biblique du point de vue d'une femme asiatique.
De 1992 à 2017, elle a enseigné la théologie et la spiritualité à l'Episcopal Divinity School de Cambridge. Depuis 2017, elle enseigne la théologie à la Candler School of Theology.
En 2011, elle a été élue présidente de l'American Academy of Religion, un poste auquel elle était candidate afin de rendre plus visible la présence des femmes asiatiques en théologie et dans les milieux universitaires.